# Roches (Loir-et-Cher)
Roches település Franciaországban, Loir-et-Cher megyében. Lakosainak száma 64 fő (2022. január 1.). Roches Briou, Concriers, Lorges, Le Plessis-l’Échelle és Talcy községekkel határos.

## Népesség
A település népessége az elmúlt években az alábbi módon változott:
| Lakosok száma | 66   | 54   | 76   | 73   | 71   | 70   | 69   | 68   | 67   | 64   |
|               | 1968 | 1982 | 1990 | 2006 | 2013 | 2015 | 2017 | 2019 | 2020 | 2022 |